# Ichthyodes nigripes
Ichthyodes nigripes är en skalbaggsart som beskrevs av Stefan von Breuning 1975. Ichthyodes nigripes ingår i släktet Ichthyodes och familjen långhorningar. Inga underarter finns listade i Catalogue of Life.